# Glyptoscelis parvula
Glyptoscelis parvula är en skalbaggsart som beskrevs av Blaisdell 1921. Glyptoscelis parvula ingår i släktet Glyptoscelis och familjen bladbaggar. Inga underarter finns listade i Catalogue of Life.